# 아메리카노 엑소더스
《아메리카노 엑소더스》는 대한민국의 작가 박지은이 네이버웹툰에서 매주 토요일에 연재한 웹툰이다. 2013 대학만화 최강자전에서 4강까지 진출했다. 약칭은 아엑.

## 줄거리
아메리카노 빈즈(이하 아멜)는 마법세계에서 도망쳐 온 이단자들을 처단하기 위해 서울에 나타났다. 원래 마법은 여자만 쓸 수 있지만, 아멜은 남자인데도 마법을 쓸수있는 특이한 케이스이다. 이후 아멜은 철수랑 영희와 우연히 만나게 되고, 그들에게 자신이 남자라는 것을 들키고 만다. 마법세계에서는 8개의 뿌리 지방과 중앙 뿌리로 이루어져 있으며, 주민의 폭동과 이탈에 의해서 황폐화된 서쪽 뿌리 지방을 제외한 7개의 뿌리 지방의 대표들은 각각 인간계에 파견되어 불법 이탈한 이단자들을 사냥하고 있다.

## 세계관

### 마법 세계
마법사 세계는 8개의 뿌리 지방과 중앙뿌리로 이루어져 있으며, 황폐화된 서쪽 뿌리 지방을 제외한 남은 7개의 뿌리 지방의 영주 후계자(대표)들이 불법 이탈한 이단자들을 사냥하기 위해 인간계에 파견되어 있다.
여자만 마법을 사용할 수 있다. 남자는 마력이 있어도 마법을 사용하지 못하기 때문에 아멜(여장남자)의 정체가 밝혀지면 이단으로 처형된다.
-그런데 아멜 아빠가 마력량이 많다고 언급이 나오는데 이빠도 남자마법사?-

## 등장 인물

#### 북동 뿌리 지방 인물
아메리카노 빈즈
이 작품의 주인공이자 마법사 세계에서 인간계에 파견된 7개의 뿌리 지방의 대표들 중 한 명. 그 중 가장 마력량이 많고 리더이다. 흔히 아멜이라 불린다. 원래 남자가 마법을 쓰지 못하지만, 아멜은 남자인데도 불구하고 마력을 사용할 수 있어서 마법을 사용하는 대신 여장을 하고 다닌다. 아멜은 본래 보라색 눈을 가진 16살 소년의 모습이지만, 변신상태에서는 12살 소녀의 모습으로 변한다. 어머니인 에스프레소 빈즈와 달리 보라색인 눈은 아버지에게서 물려받았다. 왼쪽 눈 밑에 점이 있으며 시크한 성격을 갖고 있다. 에밀리(본모습의 약혼자)와 스트로(변신상태의 약혼자)의 약혼자
어머니의 관심에 목말라 있으며 인정받고 싶어한다.
아퀼라
아메리카노 빈즈의 파트너인 독수리이자 '거대 밀림 독수리'의 우두머리. 황혼새벽회를 마력 냄새로 찾는 역할을 하고 있다. 라틴어로 아퀼라는 독수리를 뜻한다.
에스프레소 빈즈
아메리카노 빈즈의 어머니이자 북동 뿌리 지방의 평민 출신의 영주. 겉모습은 아멜과 닮았지만, 눈이 녹색이고 입술 밑에 점이 있다. 성격은 매우 부드러우나 단호하고 차갑다. 마력은 가문 중에 가장 많으며 에비안의 말로는 예전에 필사를 하다 우연히 디아즈 가의 피에르를 만나서 친해진 뒤 디아즈 가의 비전서를 읽고 다른 사람을 죽여 마력을 얻은 뒤, 전 북동 뿌리 지방 후계자인 첼시 위타드를 이기면서 후계자만 낳으면 영주가 될수 있는 상황이 된다. 몰래 황혼 새벽회에게 연구를 위해 자신의 머리카락을 준다. 새로운 가능성을 찾고 있다. 원래는 평민이었으나, 갑작스럽게 생긴 엄청난 마력으로 인하여 영주자리까지 올라가게 되었다. 이후 피에르 디아즈의 회상에서 다른 사람들의 마력을 흡수한 것으로 알려졌다
에밀리
세간에 알려진 아메리카노 빈즈가 변신하기 전의 모습을 대신하는(대역) 에스프레소의 성에 거주하는 여성이자 본모습의 아멜의 약혼자
에스프레소가 에밀리가 어렸을때, 영주 성으로 데려왔다. 에스프레소가 에밀리를 딸처럼 아낀다. 실제로 에비안의 딸로, 아멜의 이복누나.
그러나 '아메리카노 빈즈'라는 역할에 욕심을 가진 듯 하다
스트로 바이트
세간에 알려진 아메리카노 빈즈의 약혼자인 에스프레소의 성에서 거주하는 남성. 아멜의 아버지 대신, 아멜의 유년기 시절의 육아를 맡았고, 아멜의 남편이 되겠다는 꿈을 가졌었다.노력 끝에 약혼자가 되었으나 약혼 후 아멜이 남자라는 것을 알고 에슾,아멜을 싫어하게 된다. 하지만 아멜을 츤데레처럼 챙겨주곤한다.
에비안 빈즈
아메리카노 빈즈와 같이 보라색 눈을 가진 아메리카노 빈즈의 아버지이다. 술을 좋아하고 에스프레소의 옆집 오빠 출신이다.
에스프레소의 영주 취임식의 트라우마로 밖에 잘 나오지 않는다.
아슐라
아퀼라의 아내. 아퀼라를 잃어버렸을 때 많은 도움을 주고 그 후 아퀼라의 안전을 위해 같이 다닌다.
루르
릿지와 파트너로 딜마네 팀에 있다가 나왔다
```
잠자며 마력을 채우는 가문의 마법으로 기본 마력은 마리아와 비슷하며 조금 적다.
```

#### 북서 뿌리 지방 인물

##### 플레르 가문
마리아쥬 플레르
마법사 세계에서 인간계에 파견된 7개의 뿌리 지방의 대표들 중 한 명. 흔히 마리아라 불린다.
은발에 검은 피부를 가졌다.
거름회수팀에서 마력이 가장 적다. 그래서 자신보다 어린 릿지 웨이즈에게까지 놀림을 받는다.
에두아르 플레르
마리아쥬 플레르의 어머니이자 북서 뿌리 지방의 영주. 전에는 피에르 디아즈와 친했으나 그녀가 모두를 배신하고 한쪽 눈을 잃은 뒤로 사이가 나빠졌다
페베로 플레르
마리아쥬 플레르의 아버지이자 플레르 가의 안주인.

#### 동쪽 뿌리 지방 인물

##### 디아즈 가문
니나 디아즈
마법사 세계에서 인간계에 파견된 7개의 뿌리 지방의 대표들 중 한 명. 그 중 마력량이 아멜 다음으로 많다.성격이 매우 순수하며 다른 거름회수단보다 미성숙하다. 실적 부족에 따라 면직될 위기에 처했으나 아멜의 도움으로 보류된다.
로브 리버티와 약혼했었지만 릿지의 조정에 의해 결혼식은 엉망이 된다.
밝은 금발에 녹색 눈을 가졌다.
특기는 반성과 깨달음, 존경하는 사람은 아멜. 마리아와는 파트너의 관계이다.
특화 마법은 마법 식물을 이용한 방어
피에르 디아즈
니나 디아즈의 어머니이자 동쪽 뿌리 지방의 영주. 과거에 에스프레소에 의해 다른 영주들을 배신한 적이 있다. 에스프레소에게 친구로 남자고 했다.에스프레소하곤 파트너이다.
하지만 자신보다 더 많은 양의 마력을 가진 에스프레소를 무서워 한다. 자신의 딸 , 니나를 매우 아낀다 .
프링글 디아즈
니나 디아즈의 아버지이자 디아즈 가의 안주인.
다른 캐릭터들에 비해 다소 땅딸막하다. ( 귀엽다 .. )
프링글스 닮았다. 피에르와 매우 금슬이 좋다.
역시 니나를 매우 아낀다 .

#### 중앙 뿌리 지방 인물
칼리타
은퇴한 전임자의 자리를 이어 새로 "중앙 감찰관"으로 북동 뿌리 지방에 파견된 인물.
에스프레소를 몰아낼 궁리를 하고 있으며, 민지(전 북동 뿌리지방 영주 딸)를 시켜 아메리카노 빈즈를 미행하였으나 들키고 민지가 잡힌후 처형이 예정되자 오히려 독이 될까봐 구하지 않다가 결국 에슾의 폭발에 의해 죽게된다.

#### 남동 뿌리 지방 인물

##### 펠트너 가문
로네 펠트너
마법사 세계에서 인간계에 파견된 7개의 뿌리 지방의 대표들 중 한 명이었다. 거름회수단 중 최연장자. 과거에 아메리카노 빈즈를 적대시하는 로네 팀의 리더였다. 아메리카노 빈즈와의 결투에서 지고 자신의 가문을 떠나 황혼새벽회의 클론들의 훈련을 돕다가 나가서 거름회수팀에게 황혼새벽회에 대해 알려준다.(가문을 떠날 때 엿먹어라 라는 내용의 편지를 보냈다)
황혼새벽회에 들어간 이유는 마력이 거의 동나 죽을 위기에 처한 자신의 파트너 , 딜마를 살리기 위해서다 .
마법사가 인간계로 탈출해도 영지나무에게 마력을 빼앗기는지 조사하기 위해서라고.
결말에서는 파트너 딜마와 함께 지구에 사는 모습으로 나온다.
요한나 펠트너
로네 펠트너의 어머니이자 남동 뿌리 지방의 영주였다.
에스프레소 빈즈가 영주가 되는 것을 반대하던 요한나 펠트너는 서쪽 뿌리 지방의 썩은 땅에 닿아 심한 화상을 입었다. 딸인 로네 펠트너에게 복수를 해달라고 하지만, 결국 로네가 황혼새벽회로 도주한 뒤 처분당한다.
슈니발 펠트너
로네 펠트너의 남편. 그러나, 결혼식 날 밤에 로네 펠트너가 빈즈 가와 디아즈 가의 복수를 소홀히 할지도 모른다는 이유로 로네 펠트너의 어머니에 의해 살해당했다.
로네의 아버지
로네 펠트너의 아버지이자 펠트너 가의 안주인. 아내와 같이 처분당한 것으로 보인다.

##### 하우즈 가문
로네가 황혼새벽회에 가입하여 펠트너 가문이 몰락한 후 새로 뽑힌 영주 가문이다.
알트 하우즈
로네의 후임. 마법사 세계에서 인간계에 파견된 7개의 뿌리 지방의 대표들 중 은퇴한 로네 펠트너를 대신해 새로온 한 명이다. 로네 펠트너가 거름 회수팀을 나오고 남동 뿌리 지방에서 탈주하자, 남동 뿌리 지방의 영주인 로네의 어머니를 후계자가 없다는 이유를 구실로 중앙에서 그녀를 영주 자리에서 박탈시켰다. 거름 회수팀은 비워 놓을 수 없어 펠트너 가문 다음으로 마력이 많은 두 가문 중, 정치를 할 수 있고 후계자가 있는 가문을 선별했는데, 그 선별된 가문이 하우즈 가문이며 알트는 하우즈 가문의 후계자이다. 딜마 페르난에게 훈련을 받고 있다. 겉모습은, 옅은 녹색 머리카락에 푸른 눈을 가졌으며 9살이다.
로네 펠트너의 클론인 프림에게 살해 당했다.
아멜과 에밀리가 연인의 사이인 것으로 알고 있지만 아멜이 남자라는 것은 잘 모른다.
주특기는 마력을 솜뭉치처럼 뽑아 탐색을 하는 것이다.
랄 하우즈
알트 하우즈의 어머니이자 남동 뿌리 지방의 새 영주.

#### 남서 뿌리 지방 인물

##### 웨이즈 가문
릿지 웨이즈
마법사 세계에서 인간계에 파견된 7개의 뿌리 지방의 대표들 중 한 명. 아메리카노 빈즈를 적대시하는 로네 팀의 일원. 저주가 특기이며, 사랑의 저주로 니나를 곤경에 처하게 한적도 있다. 루르의 파트너이다. 알트를 제외하고 가장 나이가 어리며 보라색 곱슬머리를 가지고 있다.
토마 웨이즈
릿지 웨이즈의 어머니이자 남서 뿌리 지방의 영주.
젤라 웨이즈
릿지 웨이즈의 아버지이자 남서 뿌리 지방의 안 주인.

#### 남쪽 뿌리 지방 인물
딜마 페르난
아메리카노 빈즈를 적대시하는 로네 팀의 일원. 정보 수집을 담당했다. 현재 마력 부족으로 죽음이 가까워진 것으로 보인다. 동생이 태어난 이후로 마력이 더욱 줄어들었다.
메릴 페르난
딜마 페르난의 어머니이자 남쪽 뿌리 지방의 영주.팔을 잃은 뒤 딜마의 동생을 낳는다.
우바 페르난
딜마의 동생으로 마력이 부족한 딜마를 밀어내고 거름회수팀이 되기 위해 아멜에게 딜마를 암살하자는 조건을 건다. 집안에서만 자라서 버릇이 없다.(누구나 인정하는 바이다)
카르무스 페르난
페르난가의 안주인이자 메릴 페르난의 남편. 왜소하고 허약한 체구를 가지고 있다. 후에 딜마에게 편지를 보낸다. 딜마와는 사이가 나쁘지 않은 듯.

#### 북쪽 뿌리 지방 인물
루르 베질
마법사 세계에서 인간계에 파견된 7개의 뿌리 지방의 대표들 중 한 명. 아메리카노 빈즈를 적대시하는 로네 팀의 일원.
큰일을 대비하기 위해, 마력을 모으기 위해 잠을 오랫동안 잔다.2016.6.6기준 릿지의 파트너이다.
가미니 베질
루르 베질의 어머니. 북쪽 뿌리 지방의 영주
노엘 베질
루르 베질의 아버지. 북쪽 뿌리 지방의 안 주인
오래동안 잠 들어있는 가미니 베질을 위해 루르에 대해 기록하는 것을 좋아함.

#### 서쪽 뿌리 지방 인물
메이 포트넘
옛 서쪽 뿌리지방의 영주.
원래 평판이 좋았으나 마력 소진으로 죽을 때가 되자, 자신의 황금 동상을 세우려 세금을 많이 걷고 주민 들을 착취하다가 주민들이 봉기를 일으키고 현 황혼새벽회 보스인 어머니에게 살해당한다.이 봉기로 주민들이 빠져나가자 마력 부족으로 서쪽뿌리지방은 죽음의 땅이 된다.

#### 황혼 새벽회의 성공작
반
에스프레소 빈즈의 머리카락으로 만들어진 클론.
가장 먼저 만들어진 복제품이다. 아멜의 난폭한 성격 때문에(..) 죽이고 싶지 않다고했다
사람을 죽여 추출한 마력과 영지나무를 죽이는 독을 섞어 만든 사료를 먹는다. 그리고 옷에도 마력과 독이 들어 있다 (모든 복제들은 마력 보충용으로 이 사료를 먹는다)
크림
니나 디아즈의 머리카락으로 만들어진 클론.
중앙 뿌리에 있는 수액의 샘에 황혼 새벽회 보스(메이 포트넘의 엄마) 가 암시를 걸어 믹스와 함께
수액의 샘에 빠져서 죽는다.
믹스
릿지 웨이즈의 머리카락으로 만들어진 클론.
머리카락은 로브 리버티가 릿지와 거래하여 가져왔다.
믹스도 크림과 같이 수액의 샘에빠져 죽는다.
프림
로네 펠트너의 머리카락으로 만들어진 클론.
아직 어린 상태였을 땐 로네를 엄마라고 부르며 따르다가 분해되어 액체상태가되었다.
루르 복제
루르를 닮은 복제.
황혼 새벽회의 보스가 사료를 수액의 샘에 뿌리자 먹으려고 달려들다 빠져 죽는다.
딜마 복제
딜마를 닮은 복제.
황혼 새벽회의 보스가 사료를 수액의 샘에 뿌리자 먹으려고 달려들다 빠져 죽는다.
마리아 복제
마리아를 닮은 복제.
황혼 새벽회의 보스가 사료를 수액의 샘에 뿌리자 먹으려고 달려들다 빠져 죽는다.

#### 그 외 마법계 인물
로브 리버티
니나 디아즈와 약혼했었던 인물.

### 인간 세계
김철수
김영희의 쌍둥이 오빠. 중학생.3학년.
외형은 금발머리 (염색을 한 거로 보인다.) 귀걸이를 한다.
부모님이 이미 포기한 자식이라 할 정도로 공부를 안 한다.
김영희
김철수의 쌍둥이 동생. 중학생.
숏컷에 안경을 끼고 있다. 네일이 취미이다.
오빠와는 달리 공부를 잘하는 것으로 보인다. 2013 대학만화 최강자전 당시에는 따돌림을 당하는 듯한 요소가 존재했으나, 정식 연재에서는 전부 삭제되었다.
김민지
김영희의 친구.
마법 세계 쪽의 인물로, 과거에 철수와 영희가 아멜과 만난 적이 있다고 주장한다. 김철수에게 선물한 곰인형에 카메라를 설치하여 수수께끼의 인물을 감시하기 위한 용도로 사용한다.
에스프레소 빈즈에 의해 투옥되었으나, 아멜과의 면담 후 느슨해진 외벽으로 탈옥한 뒤 폭발로 인해 사망한다. 북동뿌리 지방의 전 영주 가문 (위타드)의 후계자.

## 용어
고정식
12살 때 하는 의식으로, 나이를 먹어서 겉모습이 변해도 변신하면 고정식을 한 12살 때로 변한다. 이는 12살 때 나중에 변신을 할 때의 모습과 마력을 고정해놓는 것이다. 참고로 변신 중 일어난 변화는 변신이 풀리면 사라진다. 즉, 변신 중 치명상을 입었을 경우 변신을 풀면 상처가 사라지며 모두 회복되지만, 관통상의 경우 관통된 물체를 제거하지 않는 한 변신을 해제했을 때에도 물체가 남아 새로운 상처를 입어 사망하게 되므로 주의해야 한다.

## 서적 정보

### 단행본
- 박지은 『아메리카노 엑소더스』 소란북스, 1권 발매

1. 2019년 2월 20일 발매, ISBN 9791189544003

### 외전
- 박지은 원작 / 임은 著 『아메리카노 엑소더스 면학의 희생양』 소란북스, 전 2권

- 『아메리카노 엑소더스 외전 상』, 2018년 5월 25일 발매, ISBN 9791196321314
- 『아메리카노 엑소더스 외전 하』, 2018년 5월 25일 발매, ISBN 9791196321321

## 게임
동명의 모바일 게임을 비디게임즈에서 개발하여, 2015년 10월 1차 CBT가 실시되었고, 같은 해 12월 7일부터 12월 14일까지 2차 CBT가 실시되었다. 2016년 2월 25일에는 안드로이드 버전이 정식 출시되었다.

### 내용주
1. ↑  마법 세계에서 남자는 마력이있어도 사용하지못하므로, 남자가 마법을 사용하게 되면 이단으로 간주되어, 남자는 마력이 있어도 마법을 사용하지 못하는게 일반적이다.